# 손장조

손장조(1930년 12월 20일~2017년 1월 25일)는 대한민국의 정치인이다. 제22대 전라남도 신안군수(민선 1기)를 지냈다.

## 역대 선거 결과
|  | 77.5% |

|  | 53.16% |

| 전임 정명균 | 제22대 전라남도 신안군수 1995년 7월 1일~1998년 6월 30일 | 후임 최공인 |

1. ↑  박지원 의원 Facebook